# Molophilus oppositus
Molophilus oppositus är en tvåvingeart som beskrevs av Alexander 1923. Molophilus oppositus ingår i släktet Molophilus och familjen småharkrankar. Inga underarter finns listade i Catalogue of Life.